# Augastes scutatus
Augastes scutatus là một loài chim trong họ Chim ruồi.

## Hình ảnh

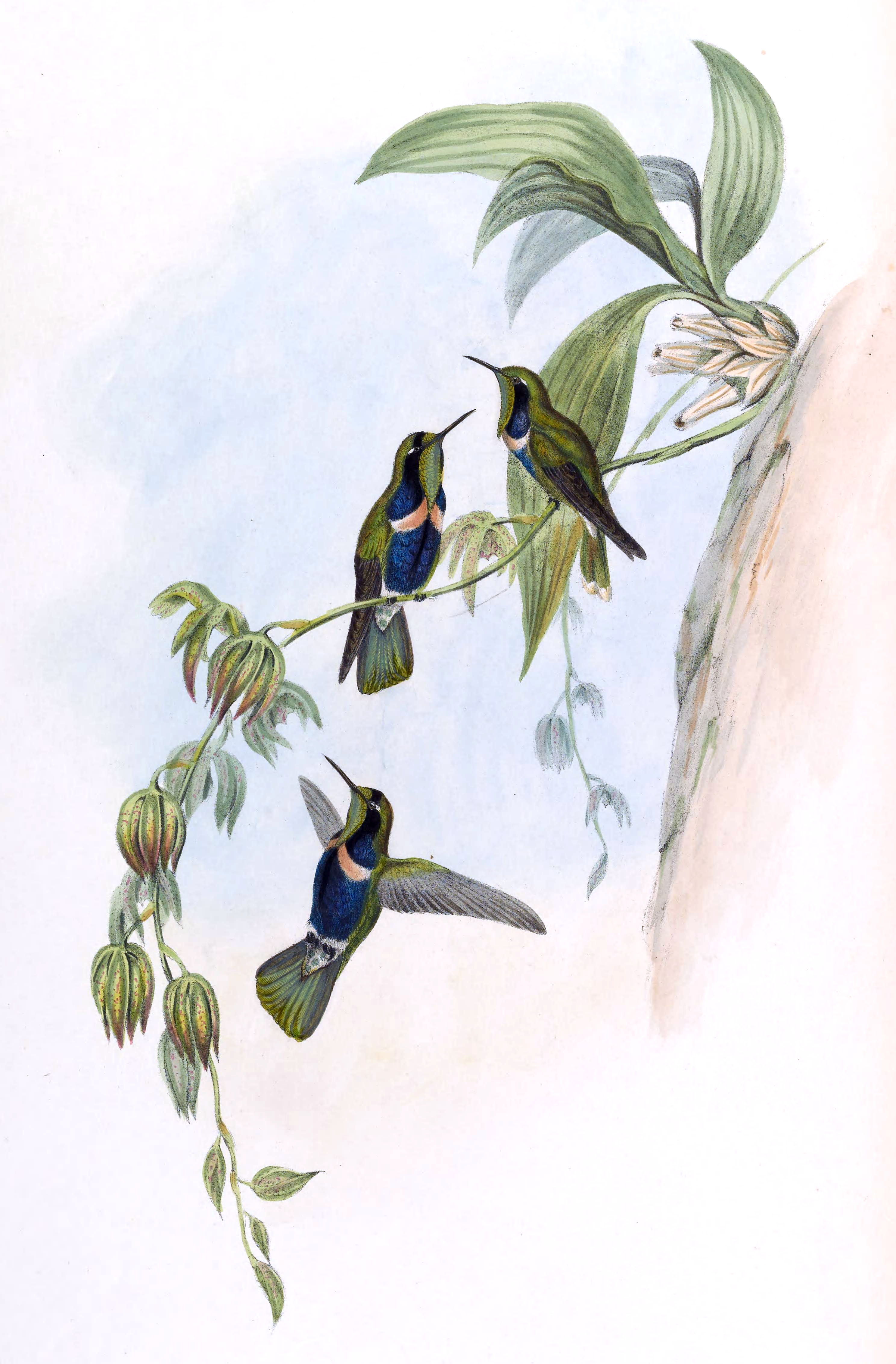
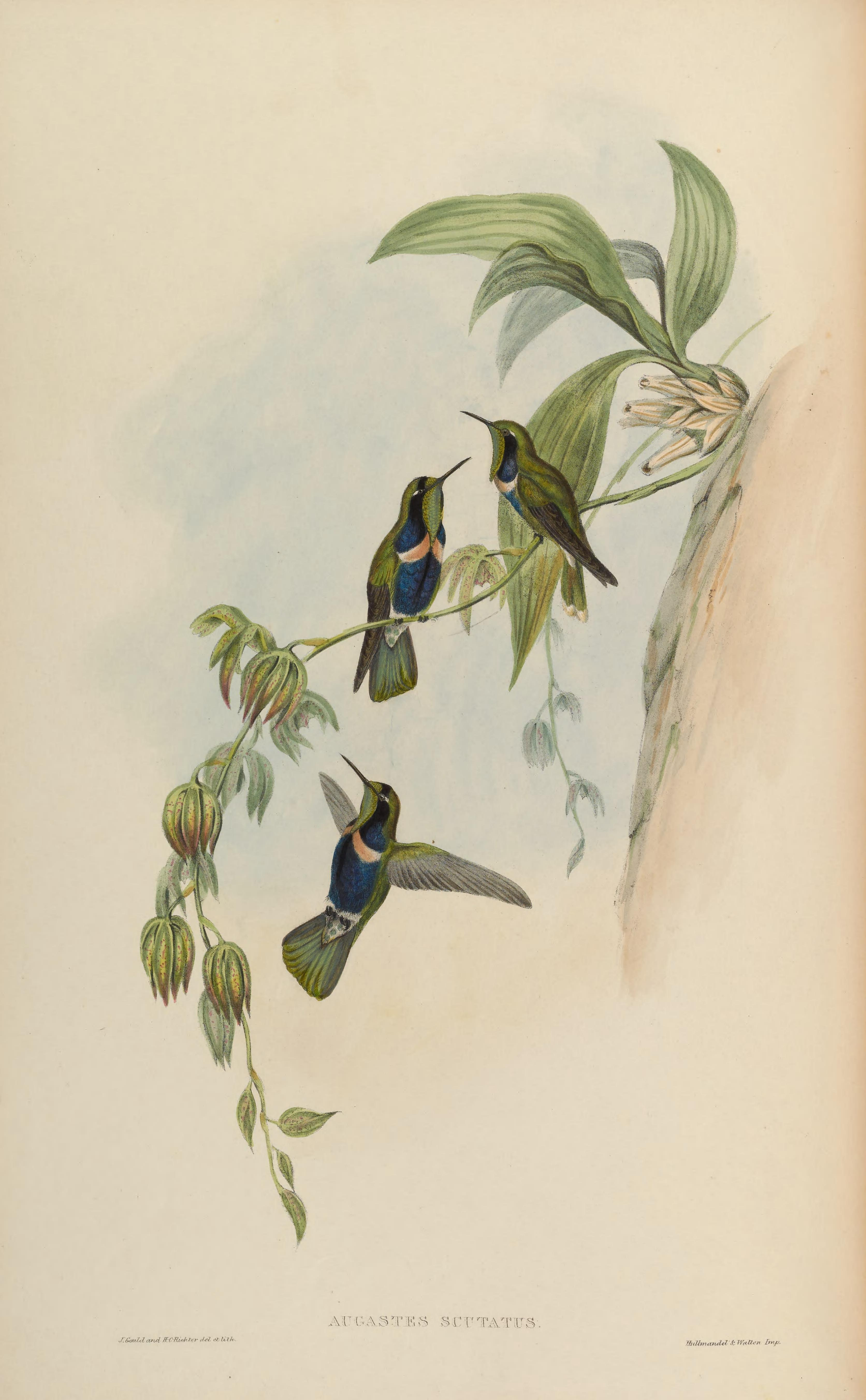